# Ludwig Arnsperger (Beamter)
Carl Ludwig Friedrich Arnsperger (* 3. September 1837 in Karlsruhe; † 17. Juli 1907 ebenda) war ein badischer Ministerialbeamter.

## Werdegang
Der Sohn eines Oberforstrats besuchte bis 1855 die Gymnasien in Bruchsal und Heidelberg. Von 1855 bis 1860 studierte er Rechtswissenschaften in Heidelberg. Seine berufliche Laufbahn begann er als Rechtspraktikant beim Amtsgericht Pforzheim, als Sekretär beim Hofgericht dess Seekreises in Konstanz und als Sekretär des Oberschulrats beim Ministerium der Jestiz. Von 1865 bid 1871 war Ludwig Arnsperger Amtmann in Heidelberg und von 1871 bis 1875 Mitglied des Oberschulrats. 1875 übernahm er als Oberamtmann die Leitung des Bezirksamts Achern. 1877 wurde er Ministerialrat im Innenministerium in Karlsruhe und 1881 im Ministerium der Justiz, des Kultus und Unterrichts. 1891 wurde er Geheimer Oberregierungsrat und 1895 Direktor des Oberschulamts und Geheimrat zweiter Klasse. 1906 ernannte man ihn zum Staatsrat. 1907 ging er unter Ernennung zum wirklichen Geheimrat in Pension.

## Auszeichnungen
- 1879 Ritterkreuz 1. Klasse des Ordens vom Zähringer Löwen
- 1885 Ritterkreuz 1. Klasse mit Eichenlaub des Ordens vom Zähringer Löwen
- 1892 Kommandeurkreuz 2. Klasse des Ordens vom Zähringer Löwen
- 1895 Preußischer Kronenorden 2. Klasse
- 1899 Kommandeurkreuz 1. Klasse des Ordens vom Zähringer Löwen
- 1903 Kommandeurkreuz 1. Klasse des Ordens Berthold des Ersten
- 1906 Friedrich-Luisen-Medaille

## Familie
Ludwig Arnsperger war verheiratet mit Rosa Ernestine Wilhelmine Arnsperger, geb. Bischoff-Deurer (1840–1877). Sein Sohn Walther (1871–1902) war Privatdozent für Philosophie in Hannover, sein Sohn Hans (1872–1955) Professor für Medizin und sein Sohn Ludwig (1877–1970) Chirurg.